# Fregata klase Absalon
Klasa Absalon su fregate Kraljevske danske mornarice puštene u službu 2005. godine. Dva broda u ovoj klasi mogu se opisati kao hibridi između fregate i vojnog transportnog broda s višestrukim mogućnostima, i preobrazbom iz borbenog broda s vatrenom moći tradicionalne fregate u bolnički brod unutar jednog dan.

## Dizajn
Klasa se temelji na dizajnu fregate, ali je izgrađena s unutarnjom višenamjenskom palubom (flex deck) i krmenom rampom za vozila. Brodovi mogu poslužiti kao zapovjedne platforme za osoblje od 75 članova s kontejnerskim zapovjednim i kontrolnim centrom, bazom operacija za desantne snage veličine satnije od oko 200 vojnika s vozilima. Alternativno, fleksibilna paluba može se koristiti za operacije postavljanja mina s kapacitetom od oko 300 mina, ili se može opremiti za operacije čišćenja mina. Nadalje, fleksibilna paluba može podržati bolnicu u kontejnerima ili jednostavno prevesti određeni broj kontejnera ISO standarda ili oko 55 vozila, uključujući do sedam tenkova. Brodovi mogu nositi dva desantna čamca, dva gumenjaka s krutim trupom i dva helikoptera EH101.
Brodove je dizajnirao zajednički tim Danske kraljevske mornarice (RDN), Danske organizacije za obrambenu nabavu i logistiku (DALO) i skupine izvođača, prvenstveno Odense Maritime Technology (OMT) prema zahtjevima Danske kraljevske mornarice za brod nalik fregati s naglaskom na fleksibilnost.
Brodovi su izgrađeni prema pomorskim standardima Det Norske Veritas (DNV GL), međunarodnog certifikacijskog tijela i klasifikacijskog društva.
Dizajn je osmišljen s ciljem niske cijene posjedovanja brodova, s otvorenom arhitekturom za jednostavnu nadogradnju, s visokim stupnjem automatizacije koji omogućuje manju posadu i upotrebom modula StanFlex koji se mogu koristiti na nekoliko klasa brodova u službi Kraljevske danske mornarice.
Trupovi su izgrađeni u komercijalnim brodogradilištima korištenjem najnovijih mogućnosti brodograđevne industrije i troškovno učinkovitih proizvodnih postupaka i procesa. Opremanje i integraciju senzorskih, komunikacijskih i oružanih sustava prvenstveno su provodili "in-house" RDN i DALO.
Standardno oružje klase Absalon može se nadopuniti korištenjem StanFlex modula za misiju Posebna paluba za oružje (nazvana "kadom") dizajnirana je s pet utora za StanFlex. Zbog položaja kade mogu se ugraditi samo moduli za lansiranje projektila.
Iz političkih razloga, brodovi su izvorno porinuti kao "Fleksibilni brodovi za podršku" kako bi se izbjeglo neprijateljstvo s Rusijom po završetku Hladnog rata. Dana 16. listopada 2020. oba su broda prekvalificirana u fregate za protupodmorničko ratovanje. Oba broda bit će nadograđena nizom tegljenih sonara uz postojeće sonare montirane na trup, a helikopteri Sikorsky SH-60 Seahawk bit će opremljeni sonarima za uranjanje, sonoplovcima i torpedima. Očekuje se da će ova nadogradnja biti dovršena 2026. godine.

## Popis brodova
| Ime          | Izvorni broj | Broj | Porinut           | Naručen             | Status  |
| ------------ | ------------ | ---- | ----------------- | ------------------- | ------- |
| Absalon      | L16          | F341 | 25. veljače 2004. | 19. listopada 2004. | Aktivan |
| Esbern Snare | L17          | F342 | 21. lipnja 2004.  | 18. travnja 2005.   | Aktivan |

## Vanjske poveznice
- Danish Naval History
- Admiral Danish Fleet Headquarters
- Danish Defence Acquisition and Logistics Organization
- HDMS Absalon Command and Support Ship - Flexible Support Ship  Arhivirana inačica izvorne stranice od 4. ožujka 2016. (Wayback Machine)
- Naval Technology